# Harry Derckx
Henri Jean Joseph Derckx, detto Harry (Saint-Pierre-lès-Nemours, 19 marzo 1918 – Rucphen, 12 luglio 1983), è stato un hockeista su prato olandese.

## Palmarès

### Olimpiadi
- Bronzo a Londra 1948 nell'hockey su prato.
- Argento a Helsinki 1952 nell'hockey su prato.